# Княжево (Нікольський район)
Кня́жево (рос. Княжево) — присілок у складі Нікольського району Вологодської області, Росія. Входить до складу Кемського сільського поселення.

## Населення
Населення — 6 осіб (2010; 7 у 2002).
Національний склад (станом на 2002 рік):
- росіяни — 100 %